# 威廉·史都華·豪斯泰德
威廉·斯图尔特·哈斯泰德（英語：William Stewart Halsted，1852年12月23日—1922年9月7日），美國知名外科醫師，有“近代外科學之父”之稱，是全身麻醉劑被發現之初就充分掌握的先驅者之一，亦為第一任 約翰霍普斯金醫院 外科主任。他強調手術中嚴謹的無菌操作，並開發多種新手術(eg，乳腺癌经典根治术，后被改良为疗效类似、损伤更小的手术，成为乳腺癌改良根治术)。 Halsted (哈斯泰德) 與內科學教授威廉·奥斯勒、婦產科教授霍華德·愛特伍德·凱利、及病理學教授William H. Welch並列為 "約翰霍普金斯醫院" 的「四大創院教授(the Big Four)」。
關於 Halsted 哈斯泰德醫師還有一個為人津津樂道的事蹟：
開刀房常常是八卦的集散地，而外科醫師與手術室護理師的緋聞也時有耳聞。在外科無菌技術發展的歷史中，乳膠手套的使用是個重要的里程碑。在約翰霍普斯金醫院任職時，他指定的刷手護理師卡羅琳‧漢普頓 (Caroline Hampton) 因為對消毒劑產生嚴重的接觸性皮膚炎，於是 Halsted (哈斯泰德) 請固特異橡膠公司 (Goodyear Rubber Company) 製作供開刀時使用的乳膠手套 (註1)。卡羅琳戴了乳膠手套後，不再有接觸性皮膚炎的困擾，而戴無菌乳膠手套也成為進行手術的標準。之後哈斯泰德與卡羅琳順利結為連理，此一軼事更有人美稱為：「Venus came to the aid of Aesculapius」(註2)。
註1：參考Lathan, SR (2010). “Caroline Hampton Halsted: the first to use rubber gloves in the operating room”. Baylor University Medical Center Proceedings, 23 (4): 389–392.
註2：Venus 和Aesculapius分別是希臘神話中的愛神維納斯和醫神埃斯克勒庇俄斯。